# Dirty, dangerous and demeaning

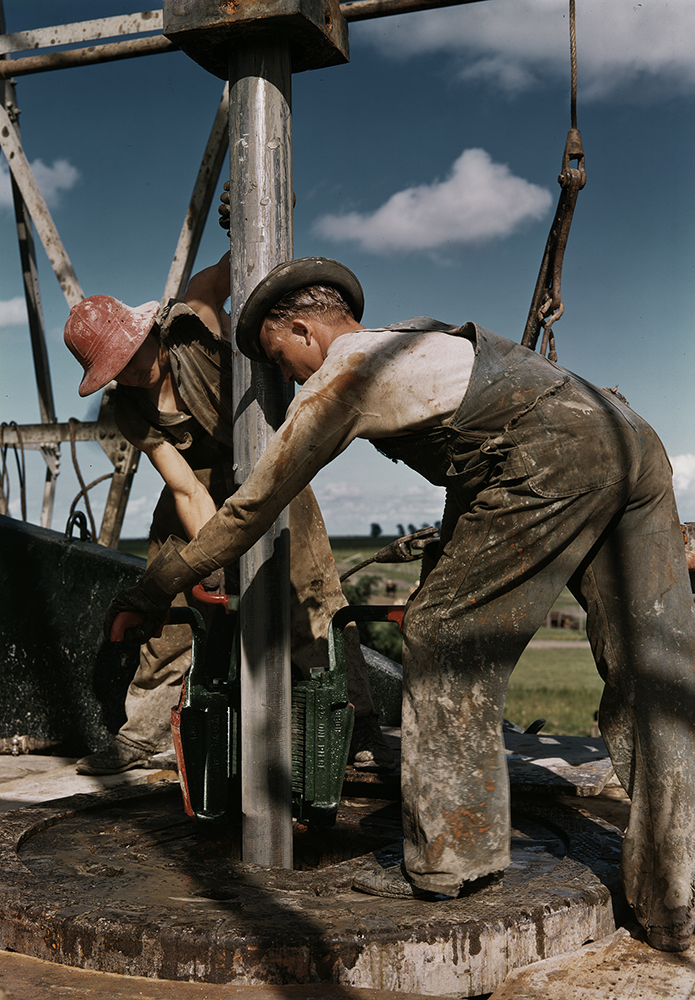
Les foreurs de plates-formes pétrolières peuvent être recouverts d'huile et de boue et ils travaillent à côté de machines dangereuses dans des environnements difficiles.

En anglais l'expression « Dirty, dangerous and demeaning » (aussi « dirty, dangerous and demanding » ou « dirty, dangerous and difficult » ; comprendre « Sale, dangereux et humiliant », « sale, dangereux et exigeant », « sale, dangereux et difficile »), également reprise par l'acronyme 3D, est un néologisme américain dérivé du concept asiatique et qui fait souvent référence à certains types de travail effectuée par des cols bleus syndiqués.
Le terme provient de l'expression japonaise 3K : kitanai, kiken, kitsui (respectivement 汚い « sale  », 危険 « dangereux » et きつい « exigeant »), et a par la suite été largement utilisé, en particulier en ce qui concerne le travail des travailleurs migrants et des burakumin .
Toute tâche répondant aux critères du travail 3D peut être qualifiée de cette manière, quel que soit le secteur d'activité. Ces emplois peuvent générer des salaires plus élevés en raison d'une pénurie de personnes qualifiées et, dans de nombreuses régions du monde, sont occupés par des travailleurs migrants à la recherche de salaires plus élevés,,,.

## Statut économique

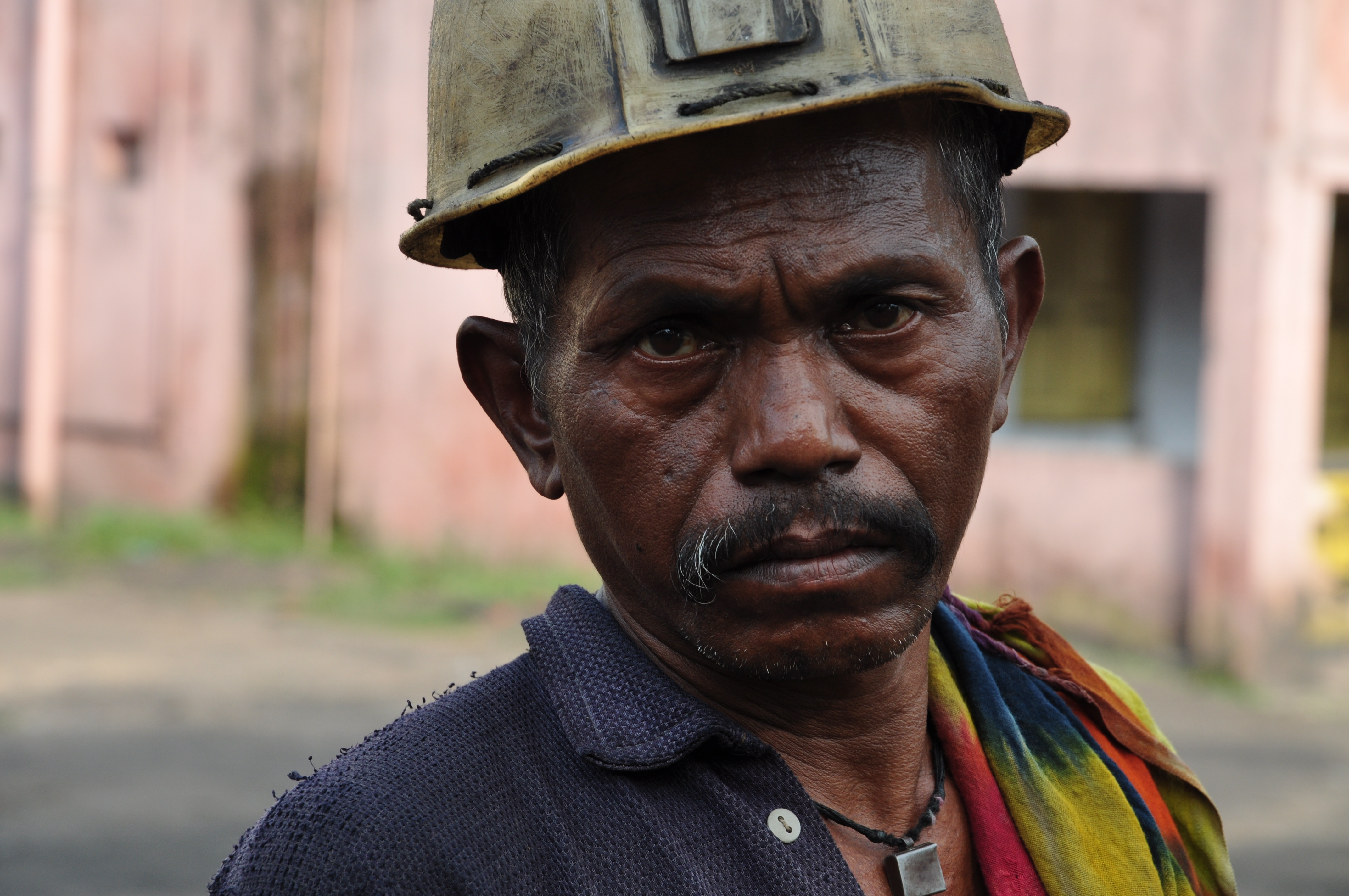
Un mineur de charbon en 2009

Traditionnellement, les travailleurs des professions 3D sont mieux payés par rapport à l'emploi comparable disponible, en raison du caractère indésirable du travail et de la nécessité qui en résulte de payer des salaires plus élevés pour attirer les travailleurs . Cela a permis aux personnes sans instruction et sans qualification de gagner leur vie en renonçant au confort, à la sécurité personnelle et au statut social. Ce concept a fait ses preuves dans la théorie économique de la quantité fournie et de la quantité demandée (Quantity adjustment (en)). Le salaire versé à ces travailleurs est plus élevé en raison du caractère indésirable de leur profession.
Cependant, dans les régions où certaines catégories de travailleurs sont limitées à ce type de travail ; où les conditions régionales contribuent au développement de ce type de travail — par exemple, un chômage élevé, une contiguïté avec des régions à forte pauvreté, ou celles qui bénéficient d'une migration de main-d'œuvre motivée — il y aura des travailleurs prêts à accepter des salaires inférieurs aux salaires d’équilibre ; et ces emplois ne seront donc pas bien rémunérés selon toute définition. Les migrations internationales de main-d'œuvre à grande échelle, des pays en développement vers les pays développés depuis la fin du XIXe siècle et le début du XXe siècle, ont fourni une réserve de migrants prêts à occuper un emploi à des salaires inférieurs à ceux des populations autochtones. Les salaires plus élevés dans les pays développés sont un facteur « d'attraction » important pour la migration internationale. Par conséquent, si un travailleur migrant est prêt à accepter un salaire relativement bas pour un emploi 3D dans un pays développé, cela peut signifier une amélioration significative de son salaire par rapport à son pays d'origine.
Les principaux exemples actuels de migration pour les salaires 3D incluent les travailleurs du divertissement philippins qui émigrent au Japon, et les Indiens et Pakistanais se rendant au Moyen-Orient pour travailler dans l'industrie de la construction. La migration pour les salaires 3D n'est pas nouvelle. Aux États-Unis, les métiers 3D autrefois occupés par des immigrants irlandais et allemands, sont aujourd'hui occupés par de nombreux Latino-américains.
Le travail le mieux rémunéré disponible pour ces immigrants souvent non qualifiés et sans instruction (ou pour lesquels leurs certificats étrangers de compétences et d'éducation ne sont pas reconnus) est un travail de statut social inférieur et qui présente un risque plus élevé de blessures,. Étant donné que les immigrés représentent une part croissante du marché du travail dans des pays comme les États-Unis, il deviendra de plus en plus important pour les employeurs, de trouver des moyens de promouvoir efficacement la sécurité et la santé au travail parmi les travailleurs immigrés,.
Ces travailleurs susceptibles d'être exploités et, sans représentation, peuvent avoir du mal à maintenir des salaires décents. Depuis le début du mouvement ouvrier, les travailleurs immigrés occupant des emplois 3D ont formé l'épine dorsale de nombreux syndicats.
Lorsqu'il y a des concentrations de travailleurs faiblement rémunérés dans des professions 3D, cela s'est créé artificiellement lorsqu'il existe des mécanismes d'« attraction » qui créent des flux de travailleurs migrants, ou à travers des mécanismes qui créent des sous-classes de populations autochtones, via une application sélective ou une absence de protection du travail. Le statut d'immigrant sans papiers est l'un de ces mécanismes qui renforce la vulnérabilité sociale des travailleurs immigrés, et peut augmenter les risques de lésions professionnelles, et limiter leur accès aux ressources institutionnelles qui protègent la santé des travailleurs. Dans le pire des cas, la concentration est une exploitation et peut devenir l'esclavage sous ses diverses formes. Historiquement, les professions 3D ont parfois été largement satisfaites par le travail forcé, en raison du manque de candidats disponibles, d'une offre de main-d'œuvre exploitable et soit de la légalisation du travail forcé, soit du non-respect des lois du travail.
Les personnes qui se retrouvent à exercer un métier 3D seront bien rémunérées si elles bénéficient de la protection de la loi, mal payées si elles bénéficient d'une mauvaise protection de la loi, ou de lois injustes ; et impayées si elles existent sans aucune protection de la loi, en l'absence de loi, ou dans une société où l'esclavage est légal.
Indépendamment des dangers, s'engager dans un travail à haut risque et à faible statut, peut être un moyen d'échapper à la pauvreté - saisit par un passage d'une chanson folklorique irlandaise Finnegan's Wake, « to rise in the world he carried a hod. », « pour s'élever dans le monde, il portait un oiseau  ».

## Risques
Comme son nom l'indique, un travail sale, dangereux et dégradant peut entraîner des coûts physiques et mentaux importants pour les travailleurs. Il existe souvent un risque de retraite anticipée en raison d'une blessure, d'un épuisement général des articulations ou d'une fatigue mentale. Après avoir été témoin de blessures physiques et mentales constantes chez des collègues ou même la mort, le stress peut provoquer une fatigue mentale et des troubles de stress post-traumatique.